# Bodies Without Organs
Bodies Without Organs, BWO (з англ. «Тіла без органів») — шведський електро-поп гурт.
Олександр Бард створив гурт в 2004 році, до нього увійшли колишній соліст Vacuum Марина Шипченко та молодий співак Мартін Ролінськи. У створенні пісень бере участь Андерс Генсон, а інколи і колишній соліст Army of Lovers Жан-П'єр Барда. Олександр та його колеги практично повністю відмовились від використання музичних інструментів та пишуть і виконують музику на ноутбуках.

## Назва
Назва групи походить від філософського терміна, описаного Жілем Делезом та Феліксом Ґваттарі в книзі Анти-Едіп, і означає віртуальність, віртуальне тіло. Згодом Олександр Бард скоротив назву до BWO.

## Дискографія

### Студійні альбоми
| Реліз         | Альбом       | Шведські Альбоми | Продажи                          |
| ------------- | ------------ | ---------------- | -------------------------------- |
| березень 2005 | Prototype    | 2                | Швеція: Платиновий (січень 2006) |
| квітень 2006  | Halcyon Days | 1                |                                  |
| вересень 2007 | Fabricator   | 1                |                                  |

### Сингли
| Реліз         | Пісня                           | Сингли Швеції | Пісні Швеції | Сингли Фінляндії | Сингли України | Сингли Росії | Сингли Англії | Інді музика Англії | Europe Official Top 100 | Billboard Club Play (США) | Альбом       |
| ------------- | ------------------------------- | ------------- | ------------ | ---------------- | -------------- | ------------ | ------------- | ------------------ | ----------------------- | ------------------------- | ------------ |
| Травень 2004  | «Living in a Fantasy»           | 44            | 20           |                  | 1              | 2            |               |                    | 30                      |                           | Prototype    |
| жовтень 2004  | «Conquering America»            | 27            | 15           |                  | 2              | 16           |               |                    | 35                      |                           | Prototype    |
| лютий 2005    | «Sixteen Tons of Hardware»      | 11            | 14           | 8                | 1              | 10           |               |                    | 28                      |                           | Prototype    |
| травень 2005  | «Gone»                          | 40            | 16           |                  |                |              |               |                    |                         |                           | Prototype    |
| червень 2005  | «Open Door»                     | 28            | 4            |                  | 2              |              |               |                    | 41                      |                           | Prototype    |
| серпень 2005  | «Sunshine in the Rain»          | 12            | 6            |                  |                |              | 69            | 1                  |                         |                           | Prototype    |
| грудень 2005  | «Voodoo Magic»                  | 38            | 14           | 12               | 3              |              |               |                    |                         |                           | Prototype    |
| березень 2006 | «Temple of Love»                | 1             | 2            |                  |                |              |               |                    |                         |                           | Halcyon Days |
| травень 2006  | «We Could Be Heroes»            | 26            | 10           |                  |                |              |               |                    |                         |                           | Halcyon Days |
| вересень 2006 | «Will My Arms Be Strong Enough» | 39            | 16           |                  |                |              | -             | -                  |                         |                           | Halcyon Days |
| жовтень 2006  | «Chariots of Fire»              | 45            | 14           |                  |                |              |               |                    |                         | 40                        | Halcyon Days |
| травень 2007  | «Save My Pride»                 | 14            | 18           | 6                |                |              |               |                    | 62                      |                           | Fabricator   |
| серпень 2007  | «Let It Rain»                   | 23            | 17           |                  |                |              |               |                    |                         |                           | Fabricator   |
| серпень 2007  | «Rhythm Drives Me Crazy»        | 35            |              | 13               |                |              |               |                    |                         |                           | Fabricator   |
| жовтень 2007  | «The Destiny of Love»           | 56            |              | 18               |                |              |               |                    |                         |                           | Fabricator   |
| грудень 2007  | «Give Me the Night»             |               |              |                  |                |              |               |                    |                         |                           | Fabricator   |
| березень 2008 | «Lay Your Love on Me»           | 2             | 1            |                  |                |              | 69            | 2                  | 91                      |                           | Pandemonium  |
| травень 2008  | «Barcelona»                     | 56            |              |                  |                |              |               |                    |                         |                           | Pandemonium  |
| серпень 2008  | «The Bells of Freedom»          | 15            | -            | -                | -              | -            | -             | -                  | -                       | -                         | Pandemonium  |
| жовтень 2008  | «Gomenasai»                     | -             | -            | -                | -              | -            | -             | -                  | -                       | -                         | Fabricator   |